# Sala Polivalentă (Piatra Neamț)
La Sala Polivalentă de Piatra Neamț (en roumain : Sala Polivalentă din Piatra Neamț), est une installation sportive située à Piatra Neamț en Roumanie.

## Histoire
Inaugurée le 20 novembre 2011, la salle abrite principalement les matchs à domicile du club féminin de volley-ball du VC Unic Piatra Neamț, évoluant en Divizia A1. Elle est également utilisée pour le basket-ball, le handball et possède une capacité d'accueil de 4 000 spectateurs.
En raison du conflit russo-ukrainien, l'enceinte accueille plusieurs rencontres « à domicile » de l'équipe d'Ukraine féminine de volley-ball disputant la Ligue européenne 2023.

## Évènements
- Ligue européenne féminine de volley-ball 2023

## Galerie

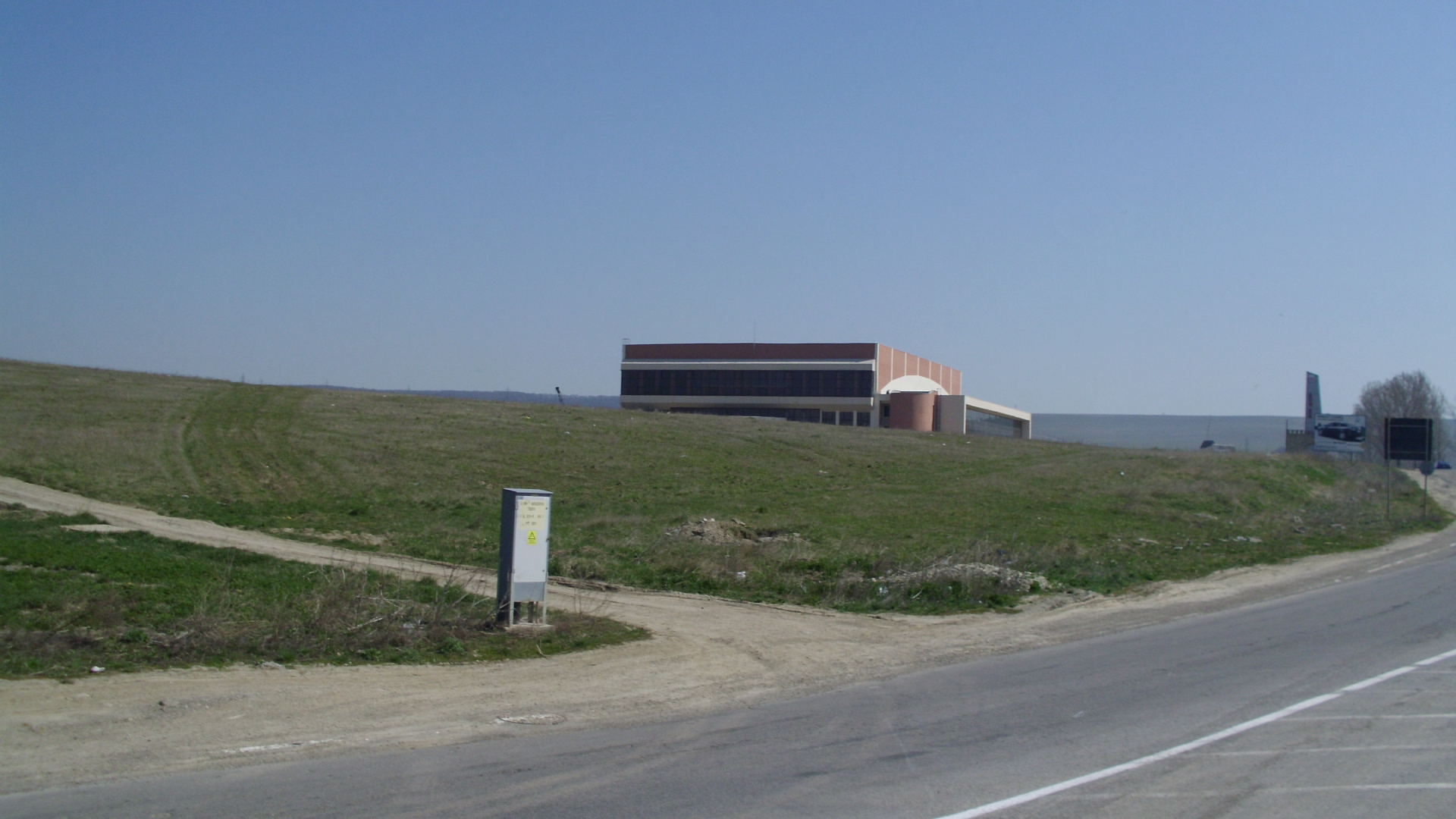
Vue extérieure de l'enceinte en avril 2011.